# Microsphaeroniscus violaceus
Microsphaeroniscus violaceus is een pissebed uit de familie Scleropactidae. De wetenschappelijke naam van de soort is voor het eerst geldig gepubliceerd in 1985 door Lemos de Castro.